# Eurovision Young Dancers 2015
Het Eurovision Young Dancers 2015 was de veertiende editie van het dansfestival en werd op 19 juni 2015 gehouden in Pilsen. Het is de eerste keer dat Tsjechië een EBU-festival organiseerde. Polen won het festival voor de tweede keer. Het land won eerder ook al in 2001. Slovenië werd voor de tweede maal tweede, de vorige keer was in 2011.

## Deelnemende landen
Tien landen hadden zich aangemeld voor deelname aan het festival. Albanië en Malta debuteerden terwijl Armenië en Wit-Rusland zich terugtrokken van het festival na respectievelijk een tweede en eerste deelname. Ook Oekraïne nam niet meer deel.
In eerste instantie zou Slovenië zich terugtrekken van het festival, maar na enkele maanden bedacht de Sloveense omroep RTVSLO zich en zou Slovenië toch gewoon deelnemen. Slowakije keerde terug na een afwezigheid van 18 jaar.

## Format
Het format week niet veel af van het format van de vorige editie. Iedere artiest moest een solodans uitvoeren van 1 minuut 30 seconden. Nadat de eerste vijf artiesten hun solodans hadden getoond moesten deze vijf een groepsdans tonen en nadat de laatste vijf deelnemers hun solodans hadden vertoond moesten zij hun groepsdans tonen. Nadien onthulde de jury de twee finalisten die in een battle moesten uitmaken wie er de winnaar zou worden van het veertiende dansfestival.

## Jury
- Zenaida Yanowski
- Spicey Landé
- Jiří Bubeníček

Het jurylid Zenaida Yanowski heeft het festival in 1993 gewonnen namens Spanje.

## Overzicht

### Halve finale
| Land      | Artiest          | Resultaat      |
| --------- | ---------------- | -------------- |
| Albanië   | Klaudio Begaj    | uit            |
| Duitsland | Thomas Rohe      | uit            |
| Malta     | Anthea Zammit    | uit            |
| Nederland | Thijs Hogenboom  | uit            |
| Noorwegen | Trine Lise Moe   | uit            |
| Polen     | Viktoria Nowak   | gekwalificeerd |
| Slovenië  | Staša Tušar      | gekwalificeerd |
| Slowakije | Valéria Stašková | uit            |
| Tsjechië  | Helena Nováčková | uit            |
| Zweden    | Agnes Klapp      | uit            |

### Finale
| Plaats | Land     | Artiest        | Punten |
| ------ | -------- | -------------- | ------ |
| 1      | Polen    | Viktoria Nowak | 2      |
| 2      | Slovenië | Staša Tušar    | 1      |

## Wijzigingen

Deelnemende landen
Landen die in het verleden deelgenomen hebben, maar dit jaar afwezig zijn
Landen die zich niet voor de finale kwalificeerden

### Debuterende landen
- Albanië: op 29 januari 2015 maakte de Albanese omroep RTSH bekend dat Albanië zal deelnemen aan het festival. Hierdoor was Albanië het tweede land dat zou debuteren.
- Malta: op 27 november 2014 maakte de Maltese omroep bekend dat de eilandenstaat zal deelnemen aan deze editie. Na de Maltese deelname in 2014 aan Eurovision Young Musicians is dit het tweede festival in een jaar tijd waar Malta zal debuteren.

### Opnieuw deelnemende landen
- Slowakije: op 7 april 2015 werd de officiële deelnemerslijst weergegeven. STV, de Slowaakse omroep, zal na een eenmalige deelname in 1997 dus terugkeren naar het festival.

### Niet meer deelnemende landen
- Armenië: Op 30 januari 2015 meldde ARMTV dat het land -na een eenmalige terugkeer in 2013- niet meer zal deelnemen in 2015.
- Oekraïne: Op 19 februari 2015 meldde de Oekraïense omroep NTU dat het nog geen beslissing had genomen omtrent een deelname aan het Junior Eurovisiesongfestival 2015 en aan Eurovision Young Dancers 2015 omwille van de politieke situatie van het land. Op 7 april 2015 werd duidelijk dat Oekraïne niet zal deelnemen aangezien het land niet op de officiële deelnemerslijst stond.
- Wit-Rusland: Op 26 februari 2015 bleek dat ook Wit-Rusland niet meer zal deelnemen aan het festival. Na een eenmalige deelname in 2013 houdt de Wit-Russische omroep BRTC het voor bekeken.

## Trivia
- Oorspronkelijk zou niet Thijs Hogenboom, maar Timothy van Poucke Nederland vertegenwoordigen op het festival. Toen bleek dat van Poucke niet in staat was om deel te nemen aan het festival, nam Hogenboom zijn plaats in.